# 周登高
周登高（1982年9月—），湖南省宁乡县人，中华人民共和国政治人物。

## 生平
1982年9月，周登高出生在湖南省宁乡县（今宁乡市）。2000年7月起，周登高在道林镇中心学校任教，2004年12月加入中国共产党。2005年，周登高考入湘潭大学行政管理专业，2008年取得管理学硕士学位。同年7月，周登高出任益阳市龙岭工业园管委会党政综合办公室主任。2009年8月转任益阳市沧水铺镇循环经济工业园管委会办公室主任。2010年3月调任中共赫山区委办公室调研室主任、副主任科员。同年10月调到桃江县，出任桃江县原经济合作局党组副书记、局长，次年1月升任党组书记兼局长。2012年9月，周登高任安化县人民政府副县长候选人，同年11月任安化县人民政府党组成员、副县长。2016年8月，周登高任中共益阳市委办公室副主任，次年5月任中共益阳市委副秘书长。2020年4月调回安化县，任中共安化县委副书记。2021年7月再度调至桃江县，出任桃江县人民政府县长。